# Зимбабве на Паралимпийских играх
Зимбабве на Паралимпийских играх впервые приняла участие в 1980 году на летних Играх в Арнеме, и с тех пор принимает участие на всех летних Играх (не участвовали на Играх 1988 и 1992 годов). На зимних Играх делегация Зимбабве не участвовала ни разу.
На настоящее время спортсмены Зимбабве завоевали на всех Играх в сумме 17 медалей, из них 2 золотые.
До Игр 1980 года спортсмены с этой территории выступали под названием страны-предшественника, в составе сборной Родезии.

## Медальный зачёт

### Медали летних Паралимпийских игр
| Игры                          | Золото         | Серебро        | Бронза         | Всего          | Место          |
| ----------------------------- | -------------- | -------------- | -------------- | -------------- | -------------- |
| 1980 Арнем                    | 0              | 8              | 4              | 12             | 34             |
| 1984 Сток-Мандевиль, Нью-Йорк | 0              | 1              | 2              | 3              | 39             |
| 1988 Сеул                     | не участвовали | не участвовали | не участвовали | не участвовали | не участвовали |
| 1992 Барселона                | не участвовали | не участвовали | не участвовали | не участвовали | не участвовали |
| 1996 Атланта                  | 0              | 0              | 0              | 0              | —              |
| 2000 Сидней                   | 1              | 0              | 0              | 1              | 49             |
| 2004 Афины                    | 1              | 0              | 0              | 1              | 57             |
| 2008 Пекин                    | 0              | 0              | 0              | 0              | —              |
| 2012 Лондон                   | 0              | 0              | 0              | 0              | —              |
| 2016 Рио-де-Жанейро           | 0              | 0              | 0              | 0              | —              |
| 2020 Токио                    | 0              | 0              | 0              | 0              | —              |
| Итого                         | 2              | 9              | 6              | 17             |                |